# Catherine Larsen-Maguire

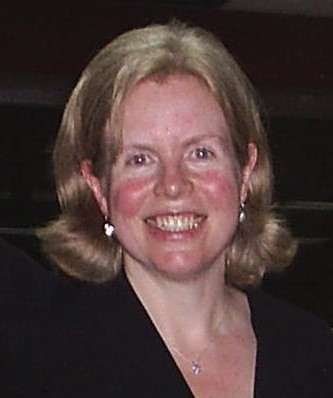
Catherine Larsen-Maguire (2011)

Catherine Larsen-Maguire (* 1971 in Manchester) ist eine britische Dirigentin.

## Leben und Wirken
Catherine Larsen-Maguire spielte ab dem Alter von acht Jahren Geige und wechselte mit 16 Jahren zum Fagott. Sie studierte Musikwissenschaft an der University of Cambridge sowie Fagott und Dirigieren an der Londoner Royal Academy of Music, anschließend bei Klaus Thunemann an der Musikhochschule Hannover und als Stipendiatin der Karajan-Akademie bei Daniele Damiano und Stefan Schweigert. Sie spielte als Fagottistin in verschiedenen Orchestern, bis 2002 bei den Bremer Philharmonikern und dann 10 Jahre lang als Solo-Fagottistin im Orchester der Komischen Oper Berlin, wo sie in dieser Zeit auch einige Opern und Kammerkonzerte dirigierte, bevor sie sich 2012 für eine Laufbahn als Dirigentin entschied.
Sie dirigierte Orchester wie das Royal Scottish National Orchestra, das Jerusalem Symphony Orchestra, das Radio-Sinfonieorchester Slowenien (Simfonični orkester RTV Slovenija), das Orquesta Sinfónica de Tenerife, die Belgrader Philharmonie sowie in Deutschland zum Beispiel die Mecklenburgische Staatskapelle Schwerin, die Magdeburgische Philharmonie, die Bochumer Symphoniker, das Deutsche Kammerorchester Berlin und das Göttinger Symphonie Orchester. Dabei gab sie unter anderem Konzerte in der Berliner Philharmonie, im Wiener Konzerthaus, an der Opéra de Tenerife, bei den Schlossfestspiele Schwerin und bei den Berliner Festspielen.
Neben dem klassischen Repertoire widmet sich Larsen-Maguire der zeitgenössischen Musik, wobei sie mit Klangkörpern wie dem Ensemble Resonanz, dem Klangforum Wien, den Ensembles Ascolta und MusikFabrik zusammenarbeitete. Sie dirigierte mehrere Uraufführungen, darunter Gefährliche Operette von Gordon Kampe bei der Ruhrtriennale (2019), The Master Said von Alexander Goehr mit dem BBC National Orchestra of Wales (2021), Night Shift – The Rehearsal von Cathy Millikan mit dem Ensemble Moderne und dem Neuen Kammerchor Berlin in der Berliner Philharmonie (2021) sowie Werke von Erkki-Sven Tüür und Mica Levi. Auch leitete sie die Nordamerikanische Erstaufführung des Oboenkonzerts von James McMillan.
Larsen-Maguire hatte fünf Jahre lang eine Gastprofessur für Dirigieren an der Universität der Künste Berlin inne. Zudem unterrichtet sie Meisterkurse im In- und Ausland und wirkt als Jurorin bei Wettbewerben.